# Anathix puta
Anathix puta är en fjärilsart som beskrevs av Augustus Radcliffe Grote 1868. Anathix puta ingår i släktet Anathix och familjen nattflyn. Inga underarter finns listade i Catalogue of Life.